# Michael Bruner
Michael „Mike“ Bruner (* 23. Juli 1956 in Omaha) ist ein ehemaliger US-amerikanischer Schwimmer.
Bei den Olympischen Spielen 1976 in Montreal wurde er über 200 m Schmetterling Olympiasieger und er gewann mit der 4 × 200-m-Freistilstaffel die Goldmedaille. Zwei Jahre später wurde er bei den Schwimmweltmeisterschaften 1978 in Berlin über 200 m Schmetterling Weltmeister. Aufgrund des Olympiaboykotts der Vereinigten Staaten konnte er seine beiden olympischen Titel bei den Olympischen Spielen 1980 in Moskau nicht verteidigen. Er wurde in diesem Jahr aber zu Amerikas Schwimmer des Jahres gewählt.
Im Jahr 1988 wurde er in die Ruhmeshalle des internationalen Schwimmsports aufgenommen.